# Педоскоп

Педоскоп

Сертифікат, що видавали після педоскопії.

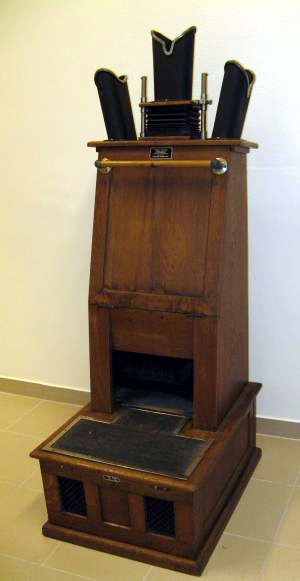
Зверху три отвори, через які продавець та покупець спостерігали, як сидить на нозі взуття.

Педоскоп — це рентгенівський апарат, який встановлювали у взуттєвих магазинах з двадцятих до шістдесятих років минулого століття. Педоскоп використовували для підбору розміру взуття в США та Європі.
Пристрій являв собою стійку, висотою 1,2 метра з отвором в нижній частині та віконцями для спостереження у верхній частині. Після примірки взуття, покупець вставав на стійку, просовуючи ступні в нижній отвір, після чого разом з продавцем міг проводити рентгеноскопію розташування кісток ступні у взутті. Особливою популярністю методика користувалася у матерів, які хотіли підібрати нетісне взуття. Під час рентгеноскопії чітко було видно наскільки фізіологічно розташовується нога у взутті.
Зазвичай цей процес тривав близько 15 хвилин й супроводжувався значною дозою опромінення. Опромінення становило від 12 до 107 Рад/хв (0,1 до 1 Гр/хв).
Після появи повідомлень досліджень про шкідливість педоскопів, вони поступово зникли з магазинів. Тим не менш, пік використання цих пристроїв припав на п'ятдесяті роки минулого століття, коли в США було встановлено 10000 педоскопов.